# Orectochilus formosanus
Orectochilus formosanus là một loài bọ cánh cứng trong họ van Gyrinidae. Loài này được Takizawa miêu tả khoa học năm 1931.